# ユニバース・トレイディング
ユニバース・トレイディングは、金炳植によって1971年（昭和46年）6月に設立された貿易会社。「2児拉致事件」の舞台。東京都品川区西五反田のTOCビル4階にあったが、1984年（昭和59年）に解散した。登記上の社長は日本人であったが、彼は金炳植の友人であった。

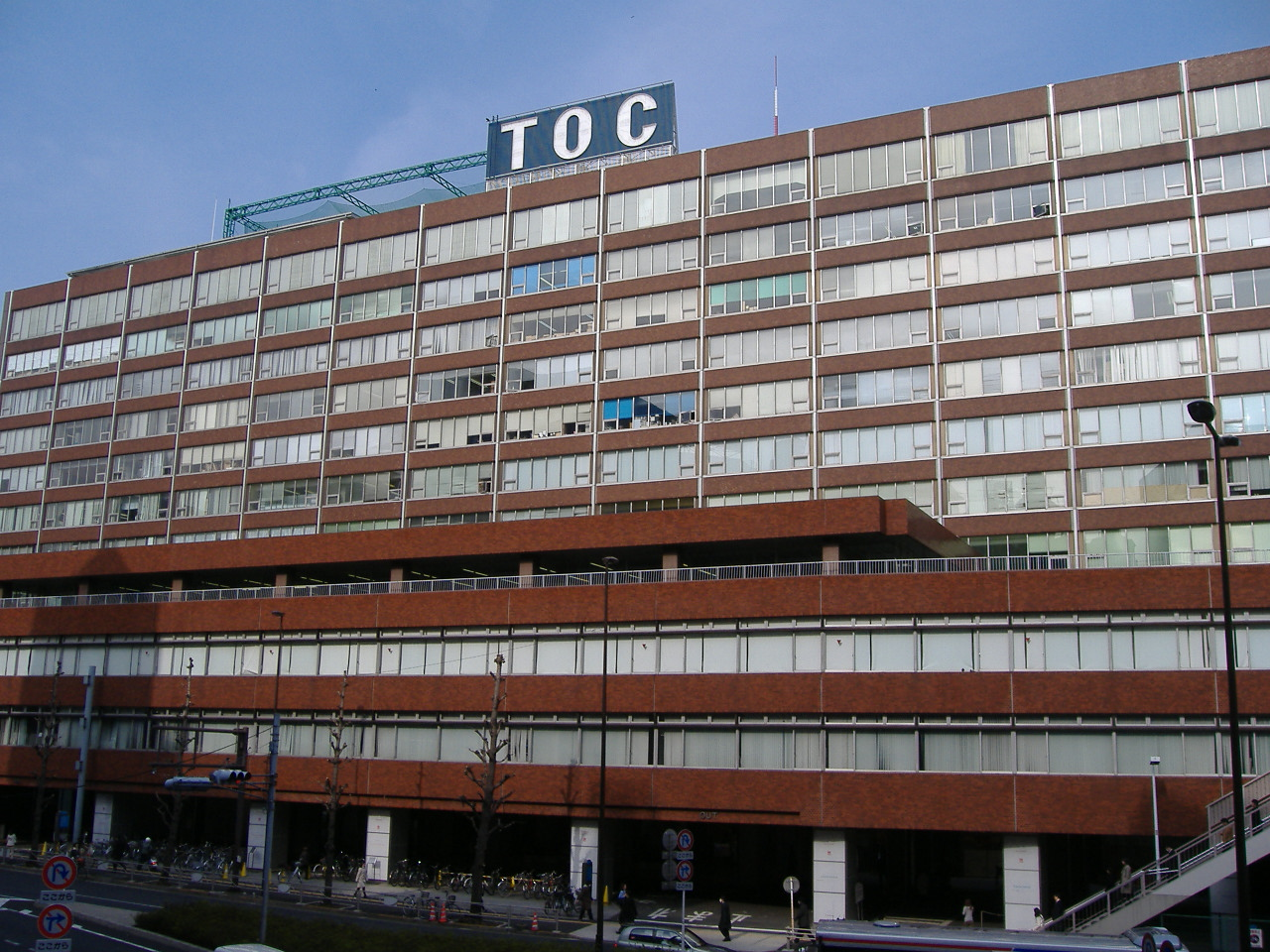
本社のあったTOCビル

## 概要
1971年のユニバース・トレイディング社の設立には当時の在日本朝鮮人総連合会（朝鮮総連）幹部、金炳植が関与していた。社員は約30名おり、主として貴金属の輸出の業務にあたっていた。しかし、その実態は北朝鮮工作機関のフロント企業であり、社員のうち10名は北朝鮮の工作員であった。日本の公安警察の捜査員によれば、「表向きは貿易業務だったが、目的は在日米軍の情報収集などの秘密工作や資金調達、海外の工作員との連絡だった。貿易会社は金も稼げるし、海外に出張しても自然だ。ちょうど良い偽装だった」。社員には、よど号グループの妻の親族もいたという。
1972年（昭和47年）、金炳植が本国に召還されて失脚すると、会社を引き継いだのが愛媛県宇和島市出身の在日朝鮮人、高大基であった。高は、朝鮮総連傘下の研究機関「朝鮮問題研究所」の研究員でもあり、さらに朝鮮大学校を卒業した朝鮮総連の専従活動家を構成員とする武闘工作部隊、通称「ふくろう部隊」の訓練隊長でもあった。高は北海道出身の渡辺秀子と1967年（昭和42年）に結婚し、2児をもうけていたが、1973年（昭和48年）に突然、行方をくらました。本国に召還されたのではないかと推定されている。
残された渡辺秀子は、高大基の消息を確かめるためユニバース・トレイディング社を訪れた。そこで、2児拉致事件が起り、渡辺秀子と2人の子供（高敬美、高剛）は、この訪問以降行方不明となっている。ユニバース・トレイディングが北朝鮮工作機関のダミー会社であることが発覚するのを恐れて親子3人を監禁したものと思われる。高敬美（当時6歳）と高剛（当時3歳）の幼い姉弟は1974年（昭和49年）6月に福井県小浜市の岡津海岸から北朝鮮に送られた。
日本の警察が母子失踪の実態解明に動いたのは2007年（平成19年）になってからであり、事件より既に34年の歳月が流れていた。なお、ユニバース・トレイディング役員で幼い姉弟を拉致した主犯である木下陽子（本名、洪寿恵）は、逮捕状の発付を得て国際手配を行っている（2007年4月12日）。

## 国会質問
渡辺秀子2児拉致事件に関連し、マスメディアはユニバース・トレイディングの会社関係者が30名もの日本人・在日朝鮮人の拉致を証言したと報道した。これについて、衆議院議員の西村真悟は、第166回国会の開かれた2007年6月、政府がこの報道に関する事実関係についてどこまで捜査し、実態をどの程度把握しているのかについて問う質問主意書を提出した。